# Astrophyton aspera
Astrophyton aspera är en ormstjärneart som beskrevs av Jean-Baptiste Lamarck 1816. Astrophyton aspera ingår i släktet Astrophyton och familjen medusahuvuden. Inga underarter finns listade i Catalogue of Life.